# Roboam
Roboam (en hebreo:רחבעם Rəaḇʿām "un pueblo ampliado", en griego: Ροβοάμ, en latín: Roboam) fue un rey de Judá que reinó entre 932 y 915 a. C. Fue hijo de Salomón con Naamah. Su reinado está consignado en el Primer Libro de Reyes y paralelamente en el Segundo Libro de Crónicas.

## Reinado

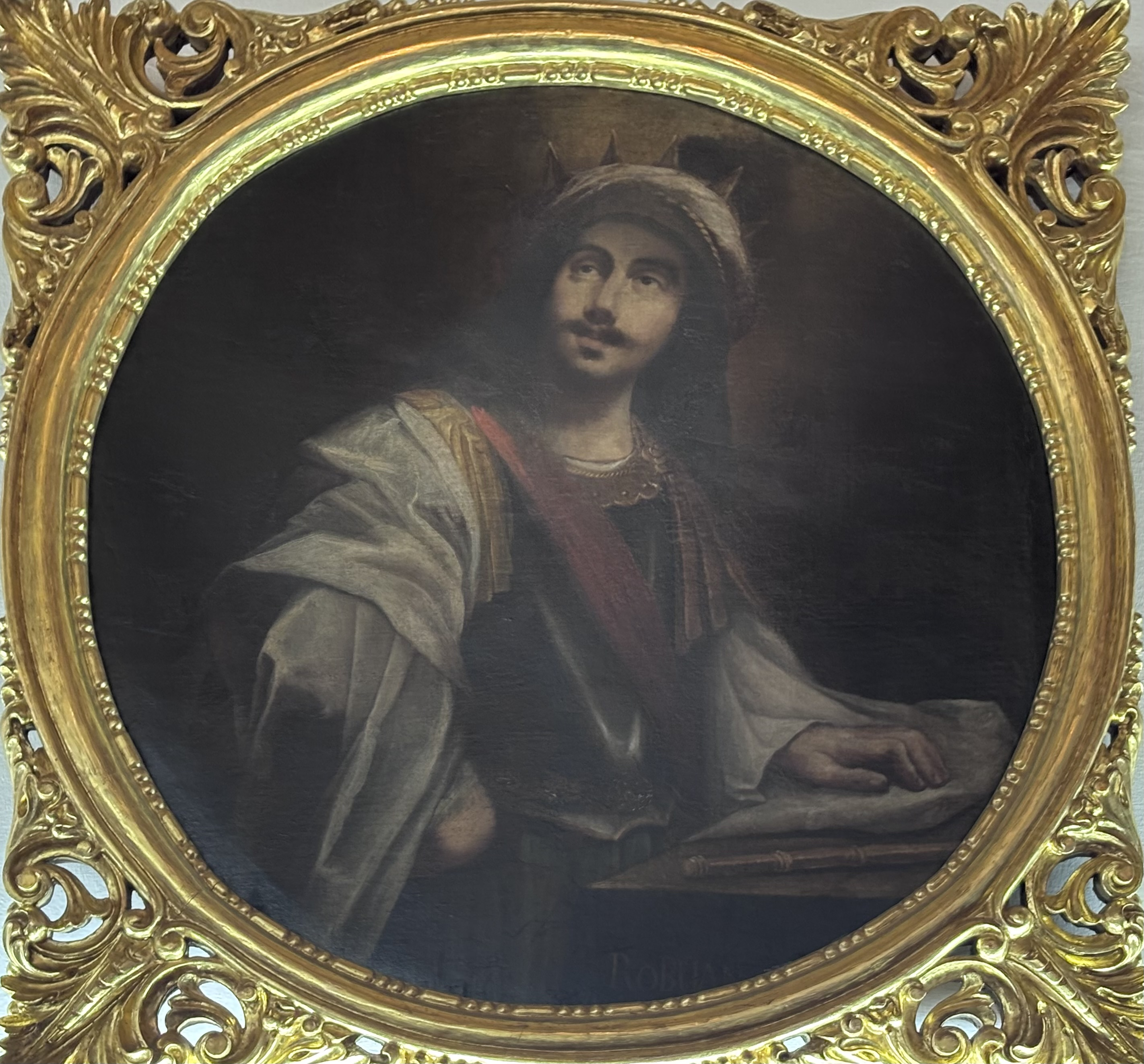
Roboam por Javier Goríbar. Convento de Santo Domingo, Quito.

Hijo y heredero de Salomón, recibió el reino unificado Judá-Israel, pero no fue bien recibido por los israelitas (las tribus norteñas). Tuvo que acudir a Siquem a recibir la corona de Israel de manos de los ancianos. Según el relato de I Reyes 12: 1-24, el encuentro comenzó con la queja de los ancianos de la pesada carga y el yugo que les había impuesto Salomón, pidiendo al nuevo rey que les aliviara esos tributos económicos.
Roboam, en contra de la opinión de sus consejeros de mayor edad, aceptó el consejo de los jóvenes de su edad y rechazó con dureza la petición, por lo que los israelitas se sublevaron y se apartaron de la dinastía de la Casa de David, proclamando rey a Jeroboam I, antiguo General del Ejército de su padre Salomón. Y así comenzó la división de las tribus de Israel.
Ante esa situación Roboam se vio obligado a huir precipitadamente a Jerusalén en su propio carro de guerra. En adelante, la casa davídica reinaría sólo en Judá, con las tribus de Judá y Benjamín, aunque el reinado sería más largo y estable que el de las 10 tribus restantes (Israel), que estaría sometido a una sucesión, a menudo violenta, de reyes y dinastías.
El relato bíblico dice que Roboam trató de recuperar el territorio de Israel, pero desistió a causa de la profecía del profeta Semaías, según la cual, ello contravenía la voluntad de Yahweh. En el futuro, ambos reinos se enfrentarían frecuentemente, lo que aprovecharían los Estados enemigos vecinos. Así, en el quinto año de reinado de Roboam, se produjo la invasión del faraón egipcio Sesaq (identificado con Sheshonq I) que saquearía el Templo de Jerusalén.